# Blennerhassett, West Virginia
Blennerhassett, West Virginia (енгл. Blennerhassett) насељено је место без административног статуса у америчкој савезној држави Западна Вирџинија.

## Демографија
По попису из 2010. године број становника је 3.089, што је 136 (-4,2%) становника мање него 2000. године.
| Група             | 2000.         | 2010.         |
| Белци             | 3.163 (98,1%) | 3.007 (97,3%) |
| Афроамериканци    | 18 (0,6%)     | 21 (0,7%)     |
| Азијати           | 16 (0,5%)     | 14 (0,5%)     |
| Хиспаноамериканци | 12 (0,4%)     | 15 (0,5%)     |
| Укупно            | 3.225         | 3.089         |